# Classe Rosolino Pilo
La classe Rosolino Pilo è stata una classe di cacciatorpediniere della Regia Marina.

## Caratteristiche
Derivate dalla classe Indomito, erano unità di discrete qualità marittime.
Dopo il rimodernamento del 1918 l'armamento principale fu sostituito con 5 pezzi da 102 mm; furono inoltre aggiunti 2 pezzi da 40 mm e apportate modifiche allo scafo, portando il dislocamento a 900 tonnellate.

## Servizio
Le otto unità della classe furono completate nel 1915 dai cantieri Odero di Sestri Ponente a Genova e Pattison di Napoli. Parteciparono alle operazioni in Adriatico della prima guerra mondiale; nel 1918 le unità furono rimodernate.
Nel 1929, ormai obsolete, furono declassate a torpediniere.
Presero poi parte alla seconda guerra mondiale (ridotte a sei) con ruoli di scorta sulle rotte per l'Albania e la Grecia, o lungo le coste libiche. Le tre unità sopravvissute al conflitto, Abba, Mosto e Pilo, vennero riclassificate dragamine meccanici costieri insieme a due unità della classe La Masa rimanendo in servizio fino alla fine degli anni cinquanta..

## Unità

### Rosolino Pilo
Impostato nel 1913 presso il Cantiere Odero di Sestri, entrò in servizio nel 1915. Il 22 dicembre 1916 prese parte ad uno scontro nell'Adriatico meridionale contro una formazione di cacciatorpediniere austroungarici. Durante la seconda guerra mondiale svolse 45 missioni di scorta; dopo l'armistizio, a Durazzo, fu catturato dai tedeschi nonostante la resistenza dell'equipaggio, che comunque pochi giorni dopo (il 26 settembre 1943) riuscì a riprendere il controllo della nave, portandola in un porto controllato dagli Alleati e partecipando poi alla cobelligeranza. Fu radiato nel 1954.

### Giuseppe Cesare Abba
Impostato nel 1913 presso il Cantiere Odero di Sestri, entrò in servizio nel 1915. Partecipò ad alcuni scontro navali in Adriatico contro la flotta austroungarica, il 29 dicembre 1915, il 22 dicembre 1916; nella seconda occasione entrò in collisione con due cacciatorpediniere francesi, il Riviere ed il Casque, con un disperso e vari danni. Durante la seconda guerra mondiale svolse missioni di scorta. Tra il 18 e il 19 maggio 1942 al comando del Capitano di Fregata Ponzo, insieme ai MAS 451 e 452 e i M.T.S.M. 218 e 214, prese parte ad una spedizione ricognitiva a Malta, propedeutica all'invasione dell'isola, con lo sbarco a Malta di un informatore, l'irredentista maltese Carmelo Borg Pisani, che raggiunse terra ma venne catturato, condannato a morte e impiccato il 28 novembre successivo.
Dopo l'armistizio svolse attività durante la cobelligeranza svolgendo anche il compito di rimorchio bersagli. Dopo essere entrato a far parte della Marina Militare, riclassificato dragamine nel 1953, venne radiato il 1º settembre 1958.

### Pilade Bronzetti
Impostato nel 1913 presso il Cantiere Odero di Sestri, entrò in servizio nel 1915. Il 6 dicembre 1920 l'equipaggio si ammutinò e aderì alla causa fiumana, ponendo la nave agli ordini di Gabriele D'Annunzio; ritornata in possesso della Regia Marina, nel 1921 fu ribattezzata Giuseppe Dezza. Durante la seconda guerra mondiale svolse 174 missioni di scorta e 27 di caccia ai sommergibili. All'armistizio fu catturata dai tedeschi a Fiume, modificata e rinominata TA. 35; il 17 agosto 1944, nel canale di Fasana, urtò una mina e si spezzò in due, affondando e trascinando con sé 71 uomini.

### Giuseppe Missori
Impostato nel 1914 presso il Cantiere Odero di Sestri, entrò in servizio nel 1916. Il 6 agosto 1928 si rese incidentalmente protagonista della tragedia del sommergibile F. 14: durante un'esercitazione, speronò il sommergibile, affondandolo. I 27 uomini dell'equipaggio, intrappolati nel relitto, morirono prima che fosse possibile soccorrerli. Contrastò il contrabbando durante la guerra di Spagna; prese poi parte al secondo conflitto mondiale nel ruolo di scorta ai convogli. Il 10 settembre 1943, in seguito all'armistizio, fu catturata dai tedeschi a Durazzo e ribattezzata TA. 22; l'equipaggio italiano, sebbene fosse controllato dai tedeschi, riuscì a sabotare la nave, il 6 ottobre 1943. Rimessa in servizio, fu autoaffondata dai tedeschi a Muggia, il 3 maggio 1945.

### Antonio Mosto
Impostato nel 1913 presso il Cantiere Pattison di Napoli, entrò in servizio nel 1915. Durante la seconda guerra mondiale prestò servizio in Nord Africa e successivamente in Italia, riportando seri danni il 9 luglio 1941 a Tripoli, in seguito all'abbattimento di un aereo nemico che cadde in coperta, e nel maggio 1943, a causa di un bombardamento aereo americano su Livorno. Dopo la guerra, declassato a dragamine, fu denominato M. 5353; fu radiato nel 1958.

### Ippolito Nievo
Impostato nel 1913 presso il Cantiere Odero di Sestri, entrò in servizio nel 1915; partecipò ad uno scontro navale nel basso Adriatico, il 22 dicembre 1916. Fu radiato nel 1938 e successivamente demolito.

### Francesco Nullo
Impostato nel 1913 presso il Cantiere Pattison di Napoli, entrò in servizio nel 1915. Nel 1920 aderì alla causa fiumana; ritornato alla Regia Marina, fu ribattezzato Fratelli Cairoli e nel 1926 fu gravemente danneggiato da una collisione con la torpediniera Enrico Cosenz. Svolse poi attività contro il contrabbando durante la guerra di Spagna, e di scorta in Nord Africa durante la seconda guerra mondiale. Il 23 dicembre 1940, in navigazione da Bengasi a Tripoli, saltò su una mina, affondando in pochi minuti.

### Simone Schiaffino
Impostato nel 1913 presso il Cantiere Odero di Sestri, entrò in servizio nel 1915. Il 24 aprile 1941, mentre era impegnato nella posa di boe di segnalazione al largo di Capo Bon, urtò una mina e andò a fondo.